# Jødestjernen
Jødestjernen var en gul davidsstjerne lavet af stof, som nazisterne tvang alle mennesker, som efter 1933 blev defineret som jøder, til at bære synligt, så de kunne identificeres som jøder.
Fra 23. november 1939 skulle alle jøder over tolv år i det tyskbesatte Polen bære et armbind med den blå davidsstjerne på.[kilde mangler]
Den gule "jødestjerne" blev indført i 1941 i Nazi-Tyskland. Den 1. september samme år bestilte politiet en forordning om kendetegnene for jøderne.[kilde mangler] Alle jøder over seks år skulle i Tyskland bære en gul davidsstjerne synligt på venstre bryst. Denne lov udbredtes senere til flere af de lande, som blev besat af Tyskland. I 1942 blev loven indført i Holland, Belgien, Bulgarien og i det besatte Frankrig.[kilde mangler] I 1943 blev den indført af Grækenland og i 1944 af Ungarn, med ordet "jøde" skrevet på nationalsproget.[kilde mangler]
Jødestjernen blev aldrig indført i Danmark eller Norge, fordi tyskerne mente, at den offentlige modstand var for stærk. Den blev heller ikke indført i Finland, hvor der næsten ingen jødeforfølgelser fandt sted.[kilde mangler]